# Tata Indica
Pour les articles homonymes, voir Tata et Indica.
L'Indica est une automobile citadine créée par le constructeur automobile indien Tata Motors. Le modèle a été dévoilé le 30 décembre 1998 lors du salon de New Delhi Expo Auto, en Inde.

## Généralités
La Tata Indica de série (sans chauffage, ni ventilation, radio ou direction assistée) est étudiée en fonction du marché indien et s'affiche à un prix bas : l'équivalent d'environ 4 000 €. En Inde toutefois, la Maruti 800 à l'époque coûte encore nettement moins cher, mais joue dans une catégorie en dessous.
Dotée d'une boîte de vitesses manuelle à 5 rapports, elle devait être plus tard équipée en option d'une transmission CVT. Début 2007, La gamme Indica s'offre une légère cure de jouvence. Au programme, un intérieur plus soigné, un look peaufiné, un diesel plus puissant et moins polluant et des tarifs en augmentation.
L'Indica a déjà donné naissance à un modèle dérivé, la Tata Indigo qui a été présentée en avant-première au salon de New Delhi 2002. Il s'agit d'une berline trois volumes, elle-même déclinée en break.

## Versions et caractéristiques

### Caractéristiques Tata Indica V1 (1998 - 2007)
- Longueur : 3,66 m
- Largeur : 1,63 m
- Hauteur : 1,49 m

La gamme essence se compose d'un 4 cylindres 1,2 litre à 8 soupapes de 63 ch et d'un 1,4 litre à 8 soupapes de 83 ch (système d'injection Multipoint Bosch respectant la norme anti-pollution Euro 3, en vigueur en Inde). En Diesel, l'Indica V1 est proposée avec un 1,4 litre, décliné en puissances de 49 ch (sans turbo et Euro 2), de 62 ch (avec turbo et Euro 3), ou avec le système à rampe commune « Dicor », développant alors 69 ch et répondant aux normes Euro 4.

### Caractéristiques Tata Indica V2 (à partir de 2007)
- Longueur : 3,69 m
- Largeur : 1,67 m
- Hauteur : 1,50 m

Les moteurs essence sont le 1,4 litre à 8 soupapes de 83 ch norme Euro 4 et, en Diesel, le « Dicor » 1,4 litre de 69 ch, répondant également à la norme Euro 4. La version EV concept car de l'Indica était équipée d'un moteur électrique, uniquement disponible en 4 places, pour loger les batteries. La recharge s'opérait en 8 heures sur une simple prise électrique classique de 220 V et 16 A. Son autonomie dépassait les 200 km à la vitesse de 105 km/h.

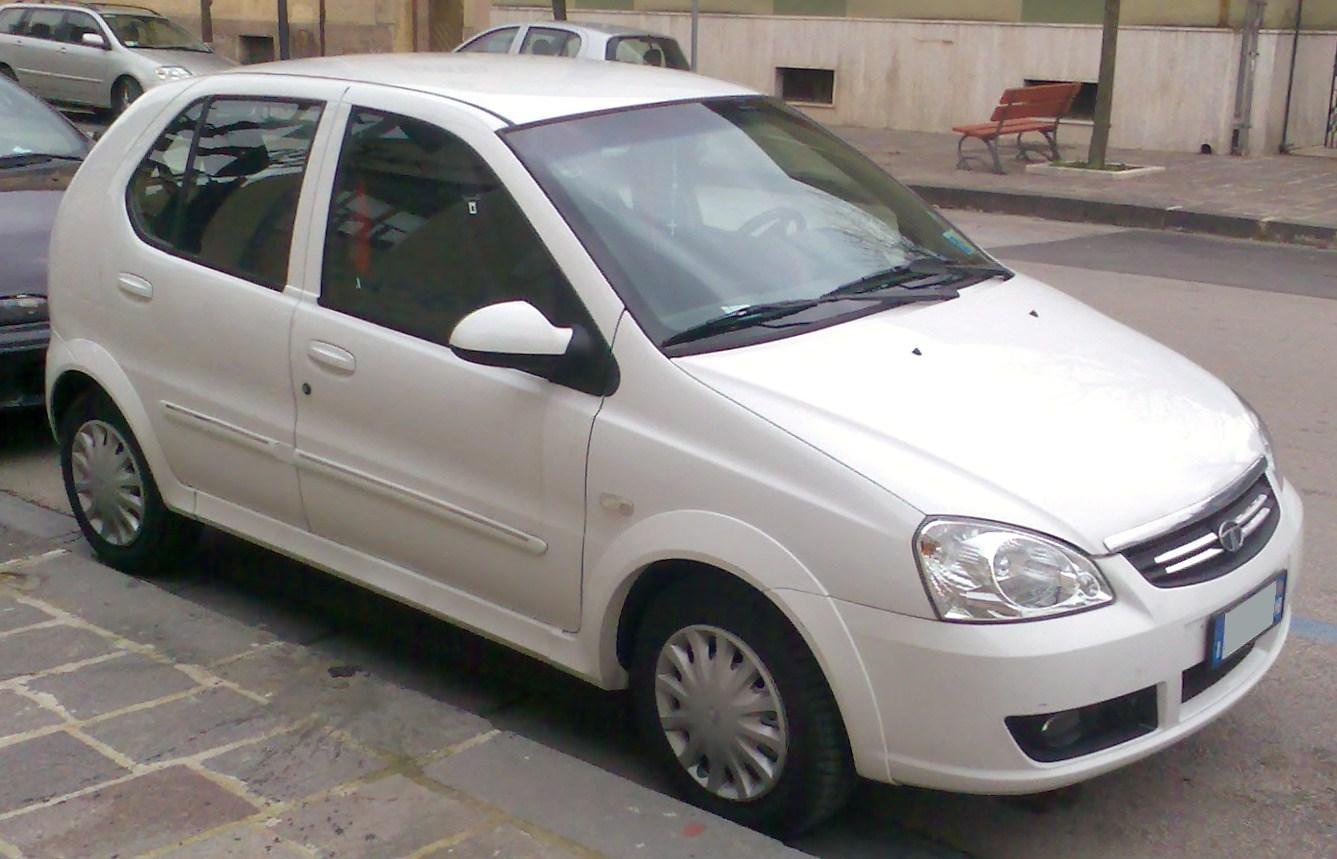
Tata Indica V2
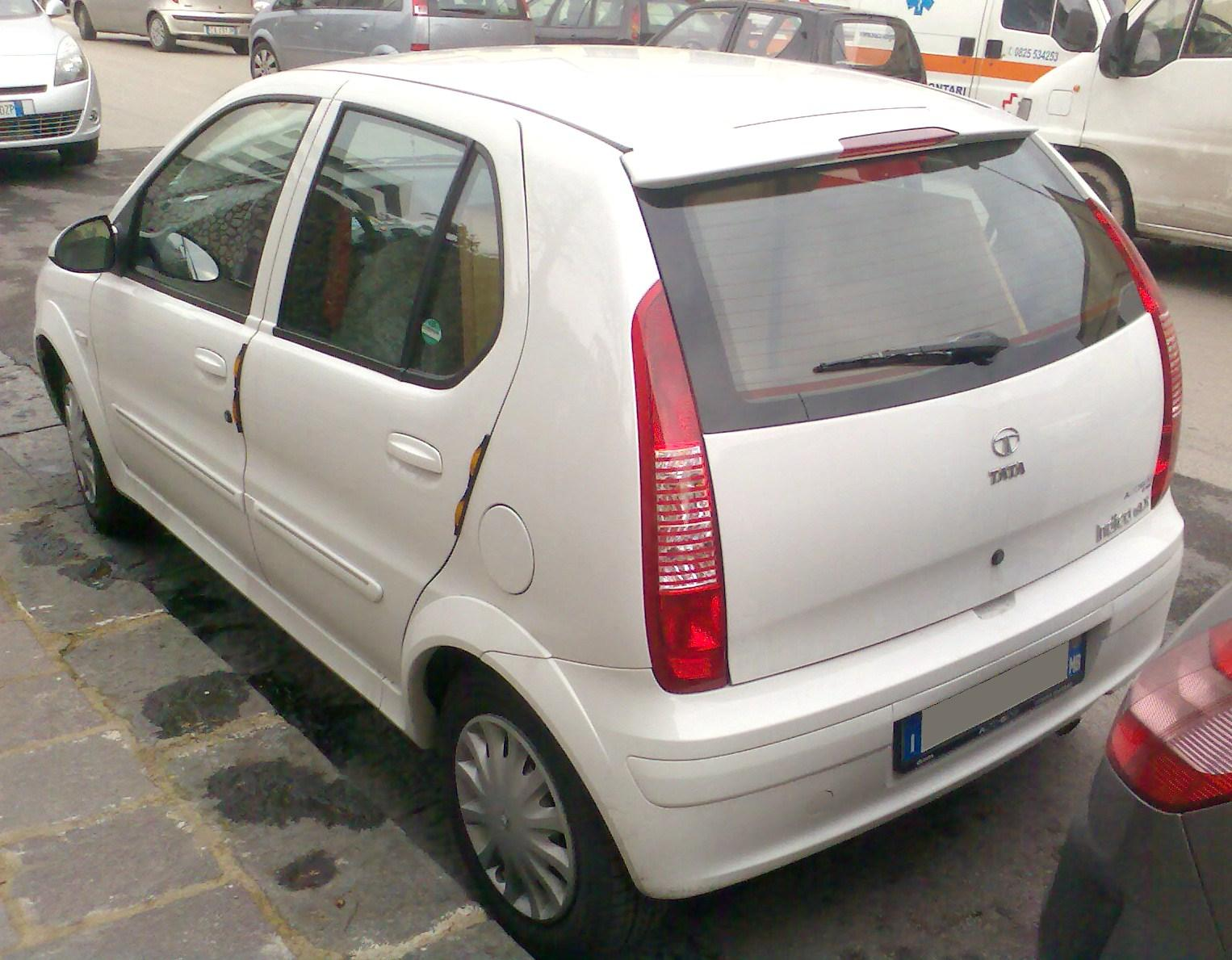
Tata Indica V2
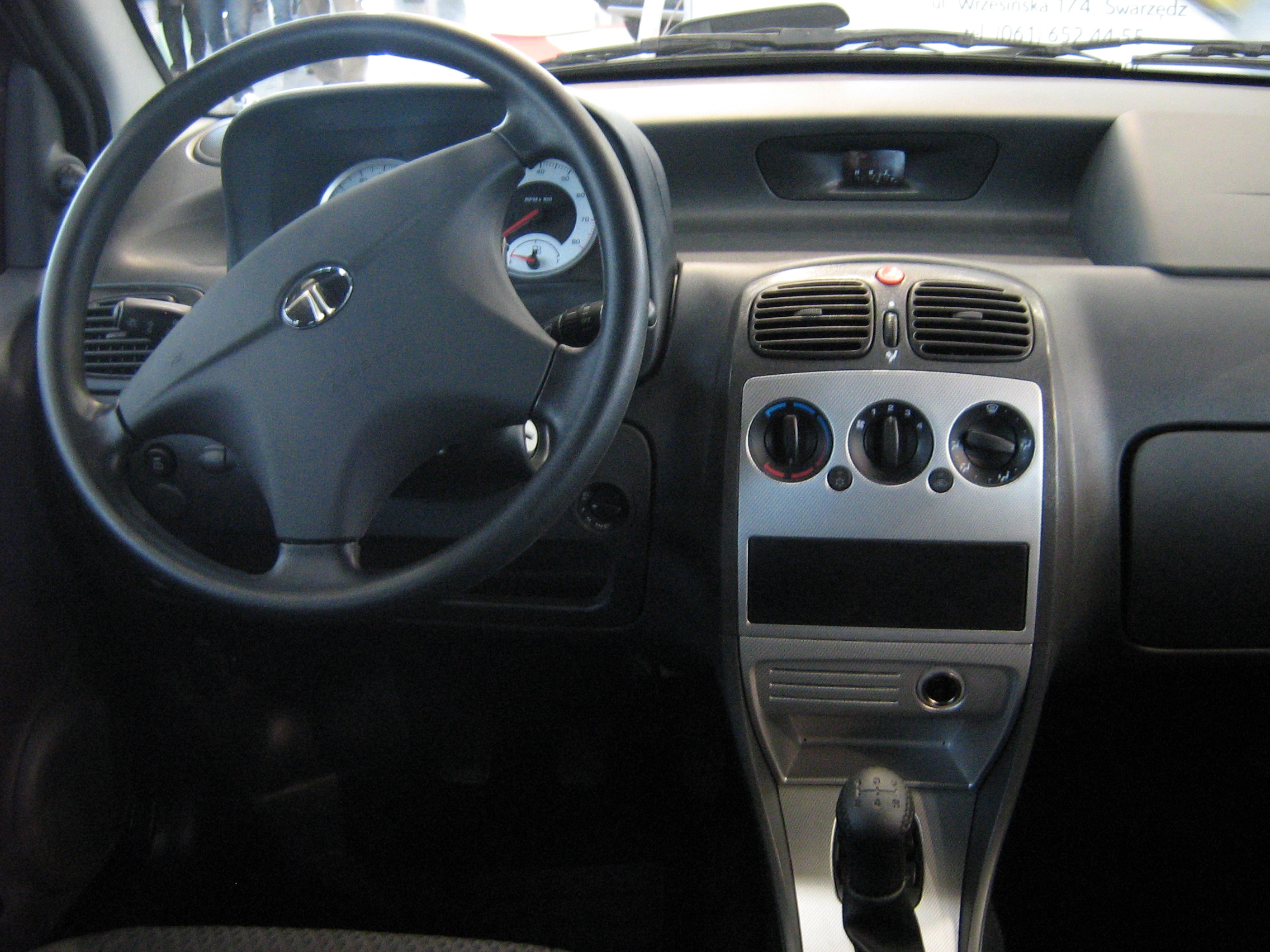
Vue intérieure
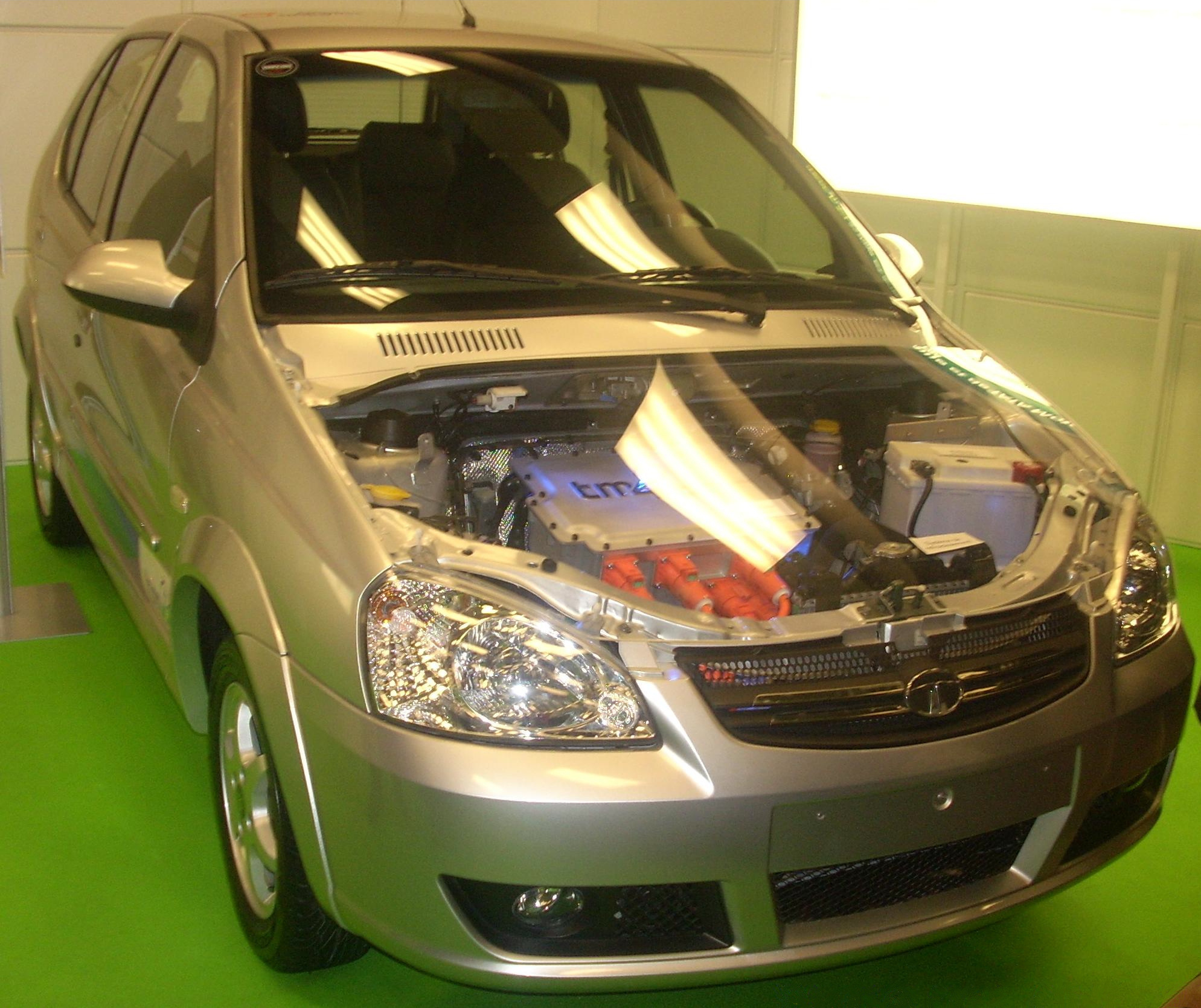
Concept-car Indica EV, dotée d'un capot transparent dévoilant ses dessous mécaniques

### Caractéristiques Tata Indica Vista V3 (2008-)
- Longueur : 3,80 m
- Largeur : 1,70 m
- Hauteur : 1,55 m

Le 2008, Tata Motors a dévoilé la phase 2 de l'Indica qui s'appelle « Indica Vista ». Elle a été officiellement lancée au Salon de New Delhi. Ce nouveau modèle vient compléter et non pas remplacer la gamme Indica V2 phase 1, qui reste en fabrication avec des améliorations mécaniques et intérieures. L'Indica Vista mesure 3,80 m de longueur. Elle offre en option ou en série des sièges individuels arrière qui peuvent coulisser et se replier via un système de vérins, ce qui permet d'augmenter si nécessaire le volume initial du coffre ou l'espace aux jambes. La gamme de moteurs comprend en essence le 1,2 litre à 8 soupapes SaFire Fiat de 65 ch (Euro 4), et en Diesel le Multijet de Fiat (Tata QuadraJet) 1,3 litre de 75 ch Euro 4. À ces derniers s'est ajouté, en 2009, le 1,4 litre turbo-Diesel à 8 soupapes de 71 ch.
Au chapitre du confort et des nouveautés, on peut noter la possibilité, en option, d'ajouter un autoradio lecteur CD/MP3 avec connexion Bluetooth, les vitres à commande électrique avant et arrière et un intérieur de couleur beige et noir. Une commande de boîte de vitesses plus confortable et un embrayage à assistance sont également de la partie, tandis que la suspension est revue et s'appelle désormais « Duo-float ».
Le constructeur affirme que son nouveau moteur Diesel CR4 offre une consommation de 4 l/100, ce qui constituerait le meilleur résultat de sa catégorie en Inde,.

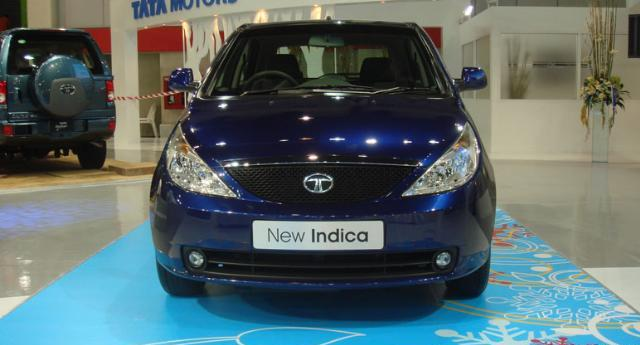
Tata Indica Vista